# 461개의 도시락
2020년 11월 6일에 개봉됐다. 와타나베 토시미의 에세이를 원작으로 한 영화이다.

## 등장인물

### 주연
- 이노하라 요시히코 : 스즈모토 카즈키 역
- 미치에다 슌스케 : 스즈모토 코우키 역

### 조연
- 모리 나나 : 니시나 히로미 역
- 쿠도 하루카 : 카시와기 레이나 역
- 와카바야시 지에이 : 타나베 아키오 역
- 아베 준코 : 야지마 마카 역
- 노마구치 토오루 : 토쿠나가 타모츠 역
- 에미 쿠라라 : 아사이 슈코 역
- 크레바 : 후루이치 에이타 역
- 야츠이 이치로 : 카와카미 토시야 역
- 사카이 마키 : 엔도 사키에 역
- 바이쇼 치에코 : 스즈모토 나츠코 역